# خالد البیض
خالد البیض (انگلیسی: Khalid El-Bied؛ زادهٔ ۲۴ اوت ۱۹۵۵) بازیکن فوتبال اهل مراکش بود.
وی همچنین در تیم ملی فوتبال مراکش بازی کرده‌است.